# Mézières-en-Vexin
Mézières-en-Vexin  là một xã thuộc tỉnh Eure trong vùng Normandie miền bắc nước Pháp.